# Петухово (Балезінський район)
Петухо́во (рос. Петухово) — присілок в Балезінському районі Удмуртії, Росія.

## Населення
Населення — 35 осіб (2010; 53 в 2002).
Національний склад станом на 2002 рік:
- удмурти — 98 %